# Afogados da Ingazeira Futebol Clube
Afogados da Ingazeira Futebol Clube é um clube brasileiro de futebol do município de Afogados da Ingazeira, no interior de Pernambuco. Após eliminar o Atlético Mineiro na Copa do Brasil de 2020, o clube ganhou fama nacional. Atualmente, o clube disputa a primeira divisão do Campeonato Pernambucano.

## História
Fundado em 18 de dezembro de 2013, tendo como mascote a coruja, simbolizando a “inteligência e sabedoria”, e tendo como suas cores o azul, o vermelho e o branco, que também são as cores presentes na bandeira do município.
No ano de 2014, após ser oficializado como um clube de futebol profissional, e após filiar-se à Federação Pernambucana de Futebol, o clube ganha o direito de participar do Campeonato Pernambucano de Futebol - Série A2 no qual acabou ficando nas quartas de final para a equipe do Belo Jardim.
No ano de 2015 voltou a disputar a Série A2 do Campeonato Pernambucano no qual acabou ficando em terceiro lugar perdendo a vaga do acesso para a equipe do Vitória da cidade de Vitória de Santo Antão.
No ano de 2016 com uma campanha que acabou terminando a primeira fase na liderança e tendo passado nas quartas de final pelo time do Centro Limoeirense, fez uma semifinal complicada contra a equipe do Timbaúba, na qual empataram as duas partidas em 1 x 1, sendo garantido o acesso a elite do futebol pernambucano com uma vitória de 5 x 3 nos pênaltis, jogo esse realizado no Estádio Ferreira Lima em Timbaúba. Na grande final que foi realizada em jogo único contra o Flamengo de Arcoverde no estádio Vianão em Afogados da Ingazeira a equipe acabou perdendo por 2 a 1, ficando assim com o Vice do Campeonato Pernambucano de Futebol - Série A2 - 2016.
No ano de 2017, a equipe participou da primeira divisão do Campeonato Pernambucano de Futebol, um feito inédito para uma equipe da cidade de Afogados da Ingazeira, ficando na última colocação (9ª posição) na primeira fase do certame. Após disputar o Hexagonal da Permanência, segunda fase do Campeonato, ficou em 2º lugar, somando 17 pontos, mesma pontuação do líder Flamengo de Arcoverde, que levou vantagem no critério do nº de vitórias, perdendo assim a vaga na Série D do Brasileiro de 2018, mas garantiu sua permanência na elite do Campeonato Pernambucano para o ano de 2018. Nesta edição do campeonato o time do Afogados teve o artilheiro da competição, o centroavante Caxito, marcando 9 gols ao longo da competição.
No ano de 2018, com o novo formato do Campeonato Pernambucano de Futebol, o Afogados pôde, pela primeira vez, enfrentar o trio de ferro da capital, Clube Náutico Capibaribe, Sport Club do Recife e o Santa Cruz Futebol Clube, acabando a primeira fase da competição em oitavo lugar, enfrentando o Clube Náutico Capibaribe nas quartas de final da competição. No primeiro grande jogo de sua história, na Arena de Pernambuco, diante de mais de 18 mil torcedores, o Afogados acabou sendo derrotado por 1-0 no tempo normal, encerrando assim sua participação no Campeonato Pernambucano de 2018.
No ano de 2019, o Afogados fez uma boa campanha no Campeonato Pernambucano de Futebol, terminando em 3º lugar conquistando o título simbólico de Campeão do Interior. Na primeira fase do campeonato o clube terminou em sexto lugar. Nas quartas de final enfrentou o Santa Cruz Futebol Clube, no estádio do Arruda e após empatar no tempo normal por 1 x 1 conseguiu a classificação para a semifinal com uma emocionante vitória nos pênaltis por 3–1. O jogo da semifinal foi contra o Clube Náutico Capibaribe, no estádio dos Aflitos, o time da casa acabou vencendo pelo placar de 2 a 0 avançando assim para a final, o clube então foi para a disputa do terceiro lugar da competição na qual venceu a equipe do Salgueiro no estádio Cornélio de Barros pelo placar de 3 x 2. O ano de 2019 foi considerado um ano especial para o Afogados, por conseguir um feito inédito: se classificar para dois torneios a nível nacional, pois o 3º lugar no estadual garantiu vagas na Copa do Brasil e na Série D do Campeonato Brasileiro de 2020.
Em 2020 ganhou destaque nacional ao eliminar o Clube Atlético Mineiro pela segunda fase da Copa do Brasil de Futebol, a equipe afogadense passou pela mineira nos pênaltis (7 x 6) depois de empatar no tempo regulamentar (2 x 2).
Já no Campeonato Pernambucano do mesmo ano, a equipe terminou em 6° lugar na 1ª fase, conseguindo uma vaga para as quartas-de-final, onde derrotou a equipe do Retrô por 1 x 0. Nas semifinais, foi eliminado por 3 x 0 pelo Salgueiro, terminando o campeonato na 4ª posição.

## Títulos
| Estaduais          | Estaduais                            | Estaduais | Estaduais                     |
|                    | Competição                           | Títulos   | Temporadas                    |
| ------------------ | ------------------------------------ | --------- | ----------------------------- |
|                    | Campeonato Pernambucano - 2ª Divisão | 1         | 2023                          |
| Torneios amistosos |                                      |           |                               |
|                    | Competição                           | Títulos   | Temporadas                    |
|                    | Taça Aderval Viana                   | 5         | 2019, 2020, 2021, 2023 e 2024 |

Notas
 Campeão invicto

### Sub-17 (Juvenil)

#### Regionais
- Super Copa Nordeste de Futebol de Base 2018
- Copa do Trabalhador de Futebol 2018

#### Estaduais
- Campeonato do Sertão 2015 e 2016 (Bicampeão)

### Campanhas de destaque
| Destaques                          | Destaques           |
| Competição                         | Resultados          |
| ---------------------------------- | ------------------- |
| Campeonato Pernambucano – Série A2 | Vice-campeão (2016) |
| Campeonato Pernambucano – Série A1 | 3º colocado (2019)  |
| Campeonato Pernambucano – Série A1 | 4º colocado (2020)  |

| Aumento | Promovido à divisão superior |

## Estatísticas

### Participações
|  | Participações em 2025 |

| Competição | Competição              | Temporadas | Melhor campanha     | Estreia | Última | P | R |
| Pernambuco | Campeonato Pernambucano | 9          | 3º colocado (2019)  | 2017    | 2025   |   | 2 |
| Pernambuco | Série A2                | 4          | Campeão (2023)      | 2014    | 2023   | 2 |   |
| Brasil     | Série D                 | 2          | 26º colocado (2022) | 2020    | 2022   | – |   |
| Brasil     | Copa do Brasil          | 1          | 3ª fase (2020)      | 2020    | 2020   |   |   |

### Histórico em competições oficiais
| Temporadas           | Temporadas           | Temporadas           | Temporadas           | Temporadas           | Temporadas           |
| Competições oficiais | Competições oficiais | Competições oficiais | Competições oficiais | Competições oficiais | Competições oficiais |
| Ano                  | Estadual 1ª divisão  | Estadual 2ª divisão  | Copa do Brasil       | Brasileirão Série D  |                      |
| -------------------- | -------------------- | -------------------- | -------------------- | -------------------- | -------------------- |
| 2014                 | —                    | 6º colocado          | —                    | —                    |                      |
| 2015                 | —                    | 3º colocado          | —                    | —                    |                      |
| 2016                 | —                    | 2º colocado          | —                    | —                    |                      |
| 2017                 | 8º colocado          | —                    | —                    | —                    |                      |
| 2018                 | 8º colocado          | —                    | —                    | —                    |                      |
| 2019                 | 3º colocado          | —                    | —                    | —                    |                      |
| 2020                 | 4º colocado          | —                    | 29º colocado         | 48º colocado         |                      |
| 2021                 | 5º colocado          | —                    | —                    | —                    |                      |
| 2022                 | 7º colocado          | —                    | —                    | 26º colocado         |                      |
| 2023                 | 11º colocado         | 1º colocado          | —                    | —                    |                      |
| 2024                 | 6º colocado          | —                    | —                    | —                    |                      |
| 2025                 | 9º colocado          | —                    | —                    | —                    |                      |

Legenda:
| Campeão Vice-campeão Eliminado na semifinal. | Rebaixado à divisão inferior. Campeão e promovido à divisão superior Vice-campeão e/ou promovido à divisão superior. |

Notas
- A 3ª colocação no Campeonato Pernambucano de 2019, deu ao Afogados da Ingazeira Futebol Clube o título simbólico de Campeão do Interior. [6]

- O regulamento específico da 1ª divisão do estadual de 2023, previa que os clubes rebaixados para a 2ª divisão do estadual, poderiam disputá-la no mesmo ano, e não no ano seguinte como era assim definido constantemente.[7]

### Maiores goleadores
Notas
- Esta é uma lista confirmada dos maiores goleadores em competições oficiais do Afogados da Ingazeira Futebol Clube desde a profissionalização do futebol até o presente (2014-2025), sendo o atacante Diego Ceará o maior artilheiro do clube com 23 gols em 34 partidas disputadas.[8][9][10]

### Artilheiros
| Artilharia      | Artilharia                         | Artilharia | Artilharia |
| Atleta          | Competição                         | Ano        | Gols       |
| --------------- | ---------------------------------- | ---------- | ---------- |
| Jeferson Caxito | Campeonato Pernambucano – Série A1 | 2017       | 9          |
| Diego Ceará     | Campeonato Pernambucano – Série A1 | 2020       | 5          |

Notas
- Outro atleta que se destacou na disputa pelo posto de artilheiro jogando pelo Afogados da Ingazeira Futebol Clube foi o atacante Anderson Chaves que terminou o Brasileirão Série D de 2022 com nove gols marcados, ficando somente a dois gols de atingir a artilharia do campeonato.